# José María de la Torre Martín
José María de la Torre Martín (ur. 9 września 1952 w Pegueros, zm. 14 grudnia 2020 w Aguascalientes) – meksykański duchowny rzymskokatolicki, od 2008 do swojej śmierci w 2020 roku biskup Aguascalientes.

## Życiorys
Święcenia kapłańskie otrzymał 1 czerwca 1980 i został inkardynowany do diecezji San Juan de los Lagos. Przez dwanaście lat pełnił funkcję wikariusza w parafiach diecezji, zaś w 1992 został wikariuszem biskupim ds. duszpasterskich. W 2001 został skierowany do duszpasterstwa w parafii katedralnej.
19 czerwca 2002 papież Jan Paweł II mianował go biskupem pomocniczym Guadalajary i biskupem tytularnym Panatorii. Sakry biskupiej udzielił mu 16 lipca tegoż roku ówczesny arcybiskup Guadalajary, kard. Juan Sandoval Íñiguez.
31 stycznia 2008 został prekonizowany biskupem Aguascalientes. Ingres odbył się 13 marca 2008.